# Ostrov (district de Benešov)
Pour les articles homonymes, voir Ostrov (homonymie).
Ostrov (en allemand : Ostrow) est une commune du district de Benešov, dans la région de Bohême-Centrale, en République tchèque. Sa population s'élevait à 52 habitants en 2020.

## Géographie
Ostrov se trouve à 6 km au sud-ouest du centre de Vlašim, à 18 km au sud-est de Benešov, à 31 km au nord-nord-est de Tábor et à 55 km au sud-est de Prague.
La commune est limitée par Hradiště au nord, par Kondrac à l'est, par Louňovice pod Blaníkem au sud, et par Veliš à l'ouest et au nord-ouest.

## Histoire
La première mention écrite de la localité date de 1411.